# Plankenkoorts
Plankenkoorts of podiumangst is een specifieke fobie voor het optreden of spreken in het openbaar, doorgaans bij toneel- of muziekvoorstellingen. Een lichte vorm van deze angst treedt opvallend vaak op bij mensen die beroepsmatig in de schijnwerpers staan, vlak voordat ze aan hun optreden beginnen. Meestal verdwijnt de angst echter acuut zodra ze het toneel betreden.
Bij ernstige gevallen van plankenkoorts kan iemand 'bevriezen' of in paniek raken.
Een andere angst voor optreden in het openbaar is glossofobie. Deze angst betreft echter alleen het spreken voor een groep mensen.

## Zaken vernoemd naar plankenkoorts
Meerdere zaken hebben zich naar deze specifieke fobie genoemd, waaronder
- een kinderprogramma over toneelspelen, geproduceerd door de VPRO, zie Plankenkoorts (televisieprogramma).
- een amateurvereniging voor jongerentoneel uit Zaventem zie Plankenkoorts Zaventem.
- een surfsportvereniging voor studenten, zie S.W.V. Plankenkoorts.
- een bandcompetitie om een optreden te winnen tijdens Geuzenpop.
- Liedje en gelijknamige langspeelplaat van Neerlands Hoop in Bange Dagen: Plankenkoorts.